# Улітін Іван Семенович
Іван Семенович Улітін (30 грудня 1923 , Q111987636?, Тульська губернія  — 20 травня 1944 , Одеса ) — військовий льотчик, заступник командира ескадрильї 116-го винищувального авіаційного полку 295-ї винищувальної авіаційної дивізії 9-го змішаного авіаційного корпусу 17-ї повітряної армії 3-го Українського фронту, старший лейтенант. Герой Радянського Союзу.

## Біографія
Народився 30 грудня 1923 року в селянській родині в селі Ясенки, тепер Щокінського району Тульської області. Закінчив Тульський залізничний технікум і аероклуб.
У РККА з 1940 року. У 1940 році вступив, а в 1941 році закінчив Зерноградську військову школу пілотів. Після закінчення школи був залишений в ній льотчиком-інструктором. З січня 1943 року в складі діючої армії, направлений в 116-й винищувальний авіаційний полк. У полку продовжив вдосконалення свої бойові навички під керівництвом відомого аса Миколи Федоровича Краснова. До листопада 1943 року заступник командира ескадрильї 116-го винищувального авіаційного полку (295-я винищувальна авіаційна дивізія, 9-й змішаний авіаційний корпус, 17-а повітряна армія, 3-й Український фронт) лейтенант І. С. Улітін зробив 202 бойових вильоти на винищувачі Ла-5, провів 64 повітряних боя, особисто збив 14 літаків супротивника.
Указом Президії Верховної Ради СРСР від 4 лютого 1944 року за зразкове виконання бойових завдань командування в боротьбі з німецько-фашистськими загарбниками, проявлені при цьому мужність і військову доблесть лейтенанту Івану Семеновичу Улітіну присвоєно звання Героя Радянського Союзу з врученням ордена Леніна і медалі «Золота Зірка» (№ 3221).
20 травня 1944 року, патрулюючи в районі Одеси, Улітін вступив в бій з групою ворожих літаків, які намагалися штурмувати транспортну колону. Пройшовши крізь бойові порядки німців, збив ведучого групи, сам був підбитий. На палаючій машині Улітін протаранив ворожий Ме-109 і загинув при зіткненні зі своїм веденим.
Похований на алеї Слави в Одесі.
До моменту загибелі зробив 336 бойових вильотів, провів понад 70 повітряних боїв, збив 19 літаків супротивника (всі перемоги здобув особисто).

## Нагороди
- Медаль «Золота Зірка»;
- орден Леніна;
- два ордени Вітчизняної війни 1-го ступеня;
- орден Червоної Зірки.

## Пам'ять
- Ім'я І. С. Улітіна носить проспект в селищі Первомайському (поблизу його батьківщини), де встановлено меморіальну дошку.